# ميلوتين دراجيشيفيتش
ميلوتين دراجيشيفيتش (بالرومانية: Milutin Dragićević) مواليد 21 أبريل 1983 في شاباتس، صربيا، هو لاعب كرة يد صربي. مثل منتخب صربيا لكرة اليد.

## المسيرة الاحترافية
لعب مع دوبروجا سود كونستانتسا في الدوري الروماني من سنة 2005 إلى 2007، ثم لعب مع نادي كيل لكرة اليد من سنة 2010 إلى 2012، ثم لعب مع دوبروجا سود كونستانتسا في الدوري الروماني من سنة 2012 إلى 2014.

## الإنجازات
- دوري أبطال أوروبا لكرة اليد:
  - الفوز: دوري أبطال أوروبا لكرة اليد 2011–12

## روابط خارجية
- ميلوتين دراجيشيفيتش على موقع الاتحاد الأوروبي لكرة اليد (الإنجليزية)
- ميلوتين دراجيشيفيتش على موقع نادي كيل لكرة اليد (الألمانية)